# Jeanne Samary in piedi
Jeanne Samary in piedi è un dipinto del pittore francese Pierre-Auguste Renoir, realizzato nel 1878 e conservato all'Ermitage di San Pietroburgo.

## Descrizione
Il soggetto dell'opera Jeanne Samary, un'attrice dalla carriera molto promettente che, al suo tempo, era celebre quanto Sarah Bernhardt. Il pittore aveva già ritratto quest'enfant gâté del teatro francese in un precedente dipinto denominato Jeanne Samary in abito scollato: sia la critica che l'attrice, tuttavia, erano rimasti profondamente insoddisfatti da quel ritratto. Per ovviare a questo insuccesso Renoir decise di valorizzare ulteriormente le forme di questa modella in un nuovo ritratto, Jeanne Samary in piedi, presentato al Salon del 1879. Il dipinto, tuttavia, non suscitò un'eco critica migliore e, anzi, passò quasi inosservato, complice anche l'infelice collocazione scelta per esso, troppo in alto sulla parete.
Fu ben altro, tuttavia, a scandalizzare Jeanne Samary. Madame Charpentier, titolare di un importante salotto parigino, aveva infatti notato come il ritratto non fosse assolutamente fedele alle forme corpulente che l'attrice deteneva nella realtà, e accusò Renoir di aver trascurato l'aderenza al vero in nome delle esigenze del decoro. Confrontando il dipinto di Renoir con alcuni scatti fotografici dell'epoca, in effetti, appare evidente come il pittore abbia volutamente idealizzato e addolcito la fisionomia della modella. La Samary, dal canto suo, fu oltraggiata da queste accuse e, oltre a rifiutarsi di acquistare il dipinto da quel momento in poi si rivolse ad altri pittori di scuola accademica, come Bastien-Lapage, in grado di valorizzarla in modo più tradizionale agli occhi del pubblico.